# Muret-le-Château

Muret-le-Château este o comună în departamentul Aveyron din sudul Franței. În 1 ianuarie 2022 avea o populație de 365 de locuitori.